# Veteránkocsma
A Veteránkocsma (eredeti cím: VFW) 2019-es amerikai akció-horrorfilm Joe Begos rendezésében. A főbb szerepekben Stephen Lang, William Sadler, Martin Kove és Fred Williamson látható.
Világpremierje a 2019-es Fantastic Festen volt a texasi Austinban. 2020. február 14-én jelent meg a mozikban, VOD-on és Digital HD-ban.

## Cselekmény
Három idős háborús veterán, Fred Parras, Walter Reed és Abe Hawkins, valamint barátaik egy helyi bárban gyűlnek össze. Egy tinédzser lány egy táska lopott droggal fut be, menedéket keresve. A férfiak az egyetlenek, akik készek kiállni a lányért, és szembeszállni egy huligánokból és bűnözőkből álló bandával.

## Szereplők
| Szerep          | Színész             | Magyar hang           |
| --------------- | ------------------- | --------------------- |
| Fred Parras     | Stephen Lang        | Kőszegi Ákos          |
| Walter Reed     | William Sadler      | Rosta Sándor          |
| Abe Hawkins     | Fred Williamson     | Jakab Csaba           |
| Lou Clayton     | Martin Kove         | Epres Attila          |
| Doug McCarthy   | David Patrick Kelly | Berzsenyi Zoltán      |
| Gyík            | Sierra McCormick    | Kelemen Kata          |
| Shaun Mason     | Tom Williamson      | Baráth István         |
| Boz             | Travis Hammer       | Szatory Dávid         |
| Gutter          | Dora Madison        | Nagy Edit             |
| Thomas Zabriski | George Wendt        | Gubányi György István |

## Fordítás
- Ez a szócikk részben vagy egészben  a   VFW (film) című angol Wikipédia-szócikk fordításán alapul.  Az eredeti cikk szerkesztőit annak laptörténete sorolja fel. Ez a jelzés csupán a megfogalmazás eredetét és a szerzői jogokat jelzi, nem szolgál a cikkben szereplő információk forrásmegjelöléseként.